# 中華民國建國一百年慶祝活動籌備委員會
中華民國建國一百年慶祝活動籌備委員會成立於2009年10月10日，為中華民國政府為了預先籌備中華民國建國百年國慶大典（西元2011年）慶祝活動所成立的任務編組。籌備委員會的核心領導人為時任中華民國副總統蕭萬長、行政院院長吳敦義、立法院院長王金平等。除此，籌委會成員涵蓋中華民國總統府、中華民國內政部、行政院主計總處等中央政府機關組織。籌委會首次全體委員會議於2009年11月8日在臺北市中山區圓山大飯店舉行。除此，為了募款、統籌預算支應等庶務工作，民間另予成立「財團法人中華民國建國一百年基金會」。

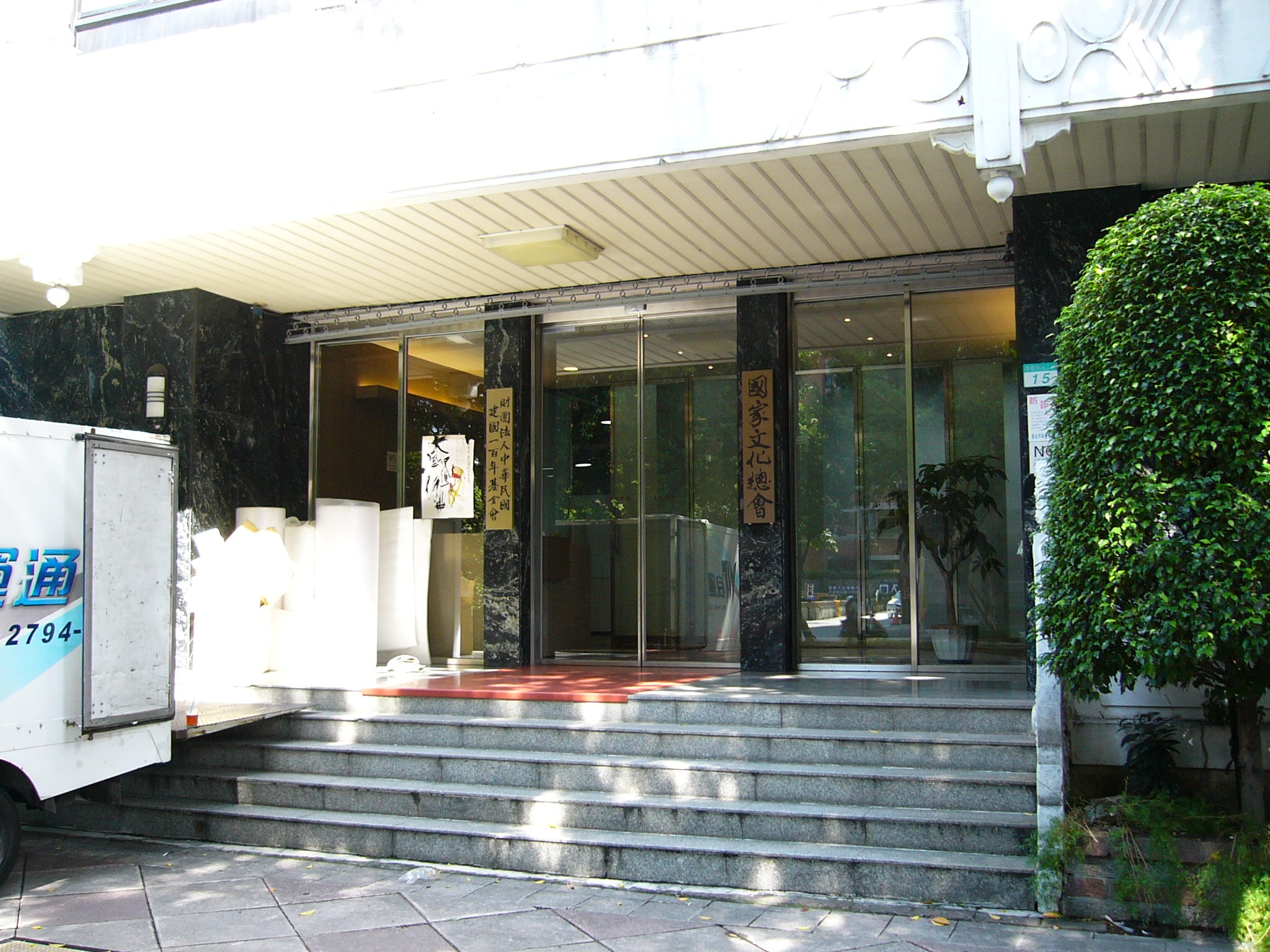
位於臺灣台北市中正區重慶南路二段的中華文化總會與財團法人中華民國建國一百年基金會大門